# Falsche Namensangabe
Die Falsche Namensangabe stellt gemäß § 111 OWiG eine Ordnungswidrigkeit nach dem deutschen Ordnungswidrigkeitenrecht dar. Sie zählt systematisch zu den Verstößen gegen staatliche Anordnungen und ist einschlägig, wenn jemand einer zuständigen Behörde, einem zuständigen Amtsträger oder einem zuständigen Soldaten der Bundeswehr über seinen Vor-, Familien- oder Geburtsnamen und weitere Daten, die seiner Identifizierung dienen, eine unrichtige Angabe macht oder die Angabe verweigert.
Eine Begehung der Ordnungswidrigkeit gegenüber Privatpersonen ist nicht möglich.

## Geschichte und geschütztes Rechtsgut
Der § 111 OWiG ist an die Stelle des gestrichenen § 360 Abs. 1 Nr. 8 StGB in der alten Fassung getreten. Der Tatbestand an sich ist historisch gewachsen und ergibt sich aus dem staatlichen Interesse an ausreichender Kenntnis hinsichtlich der Identität einer Person, um staatliche Aufgaben ordnungsgemäß durchführen zu können. Umstritten ist hierbei die Abgrenzung zum Recht auf informationelle Selbstbestimmung, wie es im Volkszählungsurteil des Bundesverfassungsgerichtes entwickelt wurde. Dort wird insbesondere klargestellt, dass zwar ein gerechtfertigtes Interesse der Allgemeinheit an der Angabe von Personendaten durch Einzelne besteht, dieses jedoch kein Recht zur willkürlichen Erfragung von Personenangaben beinhaltet. Personenangaben dürfen nur im Rahmen der gesetzlich festgelegten Aufgaben gefordert werden. Diesem Umstand wurde bei der Umstellung des alten Übertretungstatbestandes in eine Ordnungswidrigkeit durch den Gesetzgeber Rechnung getragen, indem dieser die Zuständigkeit der Behörde als Tatbestandsvoraussetzung in den Wortlaut des § 111 OWiG aufgenommen hat.

## Tatbestand
Wer gegenüber einer zuständigen Behörde, einem zuständigen Amtsträger oder einem zuständigen Soldaten der Bundeswehr unrichtige Angaben zu
1. Vorname
2. Familienname
3. Geburtsname
4. Ort und Datum der Geburt
5. Familienstand
6. Beruf
7. Wohnort oder Wohnung oder
8. Staatsangehörigkeit

oder die Auskunft verweigert, handelt ordnungswidrig.
Ebenso handelt gemäß § 111 Absatz 2 OWiG ordnungswidrig, wer in fahrlässiger Unkenntnis der Zuständigkeit der Behörde, des Amtsträgers oder des Soldaten handelt.
Diese Ordnungswidrigkeit kann nur gegenüber einer zuständigen Behörde oder deren Amtsträgern begangen werden. Eine Begehung im privaten Verkehr ist nicht möglich.
Sind der Behörde die richtigen Angaben zur Person bereits bekannt, ist eine spätere Falschangabe nicht ahndbar. Auch ist die Vorschrift nicht anwendbar, wenn nach den Umständen des Falls die Identität einer Person bereits zweifelsfrei feststeht. Will ein Polizeibeamter die Personalien ohne Grund feststellen, so ist der § 111 OWiG ebenfalls nicht anwendbar.
Der Umfang der zu fordernden Angaben richtet sich laut Rechtsprechung nach der Art und der Schwere des zu ermittelnden Einzelfalles. So wird die Forderung nach der Angabe des Familienstandes und des Berufes im Rahmen der Ermittlungen einer geringfügigen Ordnungswidrigkeit (meist Verkehrs-OWi) regelmäßig als unverhältnismäßig und die Ahndung von Falsch- oder Nichtangaben gemäß § 111 OWiG abgelehnt.
Aus dem § 111 OWiG selbst erwächst keine Auskunftspflicht, sondern er regelt nur Verstöße gegen Auskunftspflichten aus anderen Gesetzen. Weiterhin muss die Aufforderung zur Angabe von Personendaten hinreichend genau formuliert sein. Wird der Betroffene lediglich nach „Personalien“ gefragt, so kann nur eine völlige Verweigerung von Angaben geahndet werden.

### Vorname
Die Nennung des Rufnamens ist ausreichend, wenn nicht explizit nach allen Vornamen gefragt wird.

### Familienname
Der dem Familien- oder Ehenamen vorangestellte Begleitname ist nicht Teil des Namens, jedoch gehört dieser im Rechtsleben zum vollen Namen, auf den es zur Identitätsfeststellung ankommt. Daher muss auch dieser angegeben werden. Nach einem Namenswechsel ist der geänderte Name anzugeben.

### Geburtsname
Die Angabe des Geburtsnamens ist erforderlich, wenn er für die Personenstandsfeststellung erheblich ist. Die Anredeform (z. B. „Frau“) ist nicht Teil des Namens.

### Sonderfall Künstlername
Ein gewohnheitsrechtlich gestatteter Künstlername kann statt des richtigen Namens angegeben werden, wenn seine Angabe zur zweifelsfreien Identitätsfeststellung und für das Ziel der Ermittlungen ausreichend ist.

### Geburtstag und -ort
Die Forderung nach Geburtstag und -ort ist nur zulässig, wenn ein ausreichender Grund für die Erfragung besteht und er für die Identitätsfeststellung notwendig ist. In einem Bußgeldverfahren wegen einer Bauordnungswidrigkeit ist diese Angabe nicht von Bedeutung.

### Familienstand
Dieser ist anzugeben, wenn er für amtliche Feststellungen (z. B. im Besteuerungsverfahren) von Bedeutung ist. Der Name der Eltern ist nicht Teil des Familienstandes.

### Beruf
Hier ist der tatsächlich zum Erwerb des Lebensunterhaltes ausgeübte Beruf, und nicht der erlernte Beruf, anzugeben. Es ist nicht ausreichend, eine Nebentätigkeit anzugeben und den Hauptberuf zu verschweigen. Im Falle der Arbeitslosigkeit ist der zuletzt ausgeübte Beruf anzugeben.

### Wohnort und Wohnung
Maßgeblich ist hier der tatsächliche Lebensmittelpunkt und welcher Wohnort konkret erfragt wird. Bei mehreren Wohnorten ist die Erfragung aller Wohnorte zulässig. Ein lediglich vorübergehender Aufenthaltsort muss nicht angegeben werden. Wohnung bedeutet in diesem Zusammenhang die Adresse. Ist kein Wohnsitz vorhanden, so ist der gewöhnliche Aufenthaltsort anzugeben. Bei Soldaten gilt die Ausnahme, dass diese ihren Standort anzugeben haben.

### Staatsangehörigkeit
Die Abfrage der Staatsangehörigkeit ist insbesondere bei Anhaltspunkten für eine Straftat oder Ordnungswidrigkeit nach dem Aufenthaltsgesetz von Belang und soll nur abgefragt werden, wenn die Angabe erforderlich ist.

## Normadressaten
Die Norm richtet sich grundsätzlich an alle natürlichen Personen im Geltungsbereich des Gesetzes (Jedermannparagraph). Der Kreis der Adressaten der Handlung dieser natürlichen Personen ist jedoch eingeschränkt.

### Behörde
Behörde im Sinne des § 111 OWiG sind nicht nur Behörden im organisatorischen, sondern auch im funktionellen Sinne. Somit gelten alle Stellen, die Aufgaben der öffentlichen Verwaltung wahrnehmen, als Behörden im Sinne des § 111 OWiG. Auch Gerichte werden nach dem maßgeblichen Sprachgebrauch als Behörden bezeichnet.

### Amtsträger
Dazu zählen alle Personen, die mit der Wahrnehmung von Aufgaben einer Behörde im obigen Sinne betraut sind.

### Soldaten der Bundeswehr
Diese haben im Rahmen von Wach- und Sicherungsaufgaben das Recht zur Personenüberprüfung. Dies gilt gemäß § 4 des Vierten Strafrechtsänderungsgesetzes auch für Soldaten oder Beamte der NATO im Geltungsbereich des Gesetzes.

## Zuständigkeit
Die Zuständigkeit im Sinne des § 111 OWiG ist nicht auf die allgemeine Zuständigkeit der Behörde oder des Amtsträgers beschränkt, sondern umfasst auch die konkrete Rechtmäßigkeit des Auskunftsverlangens. Diese auf den Einzelfall bezogene Zuständigkeitsregelung und das im Absatz 1 implizit vorhandene Tatbestandsmerkmal der Vorsätzlichkeit waren in der Vergangenheit in der Literatur umstritten. Durch die Einführung des § 111 Absatz 2 OWiG wurde diese Problematik jedoch entschärft.

## Aussageverweigerungsrecht
Das Aussageverweigerungsrecht erstreckt sich nicht auf Angaben, welche zur Identitätsfeststellung zwingend notwendig sind. Der Betroffene kann sich also nicht auf seine verfahrensrechtliche Stellung berufen. Belastete sich ein Betroffener bereits durch die Angabe seiner Identität, so muss hier gegen weitere – in der Regel einschneidendere – Maßnahmen zur Identitätsfeststellung abgewogen werden. Hier wird in der Literatur der raschen Identitätsfeststellung der Vorrang eingeräumt. Im Fall der Kennzeichenabfrage wird regelmäßig nicht die Gefahr einer Selbstbelastung gesehen.

## Form
Die Form der unrichtigen Angaben ist unerheblich. Diese können schriftlich oder mündlich gegeben werden. Auch unvollständige Angaben können unrichtig sein (Weglassen eines Teils eines Doppelnamens) und der Name muss richtig geschrieben werden. Die Angabe des Namens einer anderen Person ist auch mit deren Zustimmung unzulässig.
Die Verweigerung von Angaben kann durch aktives Tun oder im Unterlassen durch Schweigen liegen. Aufsässiges oder aggressives Verhalten werden nicht vorausgesetzt. Auch der höfliche Hinweis, keine Angaben machen zu wollen, ist eine Verweigerung von Angaben.
Werden die unrichtigen oder verweigerten Angaben während der Vernehmung durch einen Dritten abgegeben und dies durch den Befragten gebilligt, so liegt keine Ordnungswidrigkeit vor. Wenn der Befragte während der Vernehmung solche Schwierigkeiten macht, dass eine weitere Befragung nicht zumutbar ist, so gilt dies als Verweigerung. Wurde die Befragung abgebrochen und durch den Amtsträger Zwangsmaßnahmen zur Identitätsfeststellung getroffen, ist der Verstoß nicht mehr durch nachträgliche Angaben heilbar. Die Angabe von Personendaten zur Identitätsfeststellung darf nicht mit Forderungen durch den Befragten verknüpft werden. Die Weigerung zur Angabe von Personendaten bis zur Erfüllung der Bedingung erfüllt bereits den Tatbestand des § 111 OWiG.

## Ahndungsvoraussetzungen

### Relevanz der Angaben
Die falsch oder nicht gemachten Angaben müssen für die Erfüllung der Aufgaben der Behörden von Belang sein. Die Nicht- oder Falschangabe von für die Behörde unerheblichen Personendaten erfüllt nicht den Tatbestand des § 111 OWiG.

### Vorsatz
§ 111 Absatz 1 OWiG kann nur vorsätzlich begangen werden. Irrt der Befragte hinsichtlich der Zuständigkeit des Amtsträgers, so ist der § 111 Absatz 2 OWiG einschlägig. Ein Gebotsirrtum im Sinne des § 11 OWiG findet keinen Raum. Ein möglicher Tatbestandsirrtum ist vorhanden, wenn der Befragte der Überzeugung ist, die zuständige Behörde habe schon die erfragten Personendaten und er daher nicht antwortet. Versäumt es jemand fahrlässig, seiner Auskunftspflicht nachzukommen, so greift in jedem Fall Absatz 2. Da Ordnungswidrigkeiten vorwerfbar begangen werden müssen, scheidet eine Ahndung aus, wenn der Betroffene aufgrund seiner Fehlvorstellung keinerlei Impuls zur Überprüfung seines Irrtums verspürt. Insbesondere ist dies der Fall, wenn der Betroffene nicht über den Grund der Befragung informiert wurde und er daher annehmen musste, diese erfolge rechtswidrigerweise, also ohne Zuständigkeit. Dies greift aber nur, wenn sich der Grund für die Befragung nicht bereits aus der konkreten Lebenssituation ergibt. In diesem Fall greift Absatz 2. Bei der Personalienfeststellung durch Polizeibeamte geht die Literatur in der Regel von einem vermeidbaren Verbotsirrtum aus.

### Fahrlässigkeit
In § 111 Absatz 2 OWiG wird geregelt, dass jemand, der falsche oder keine Angaben macht, ebenfalls ordnungswidrig handelt, wenn er fahrlässigerweise der Überzeugung ist, die Behörde, der Amtsträger oder der Soldat seien nicht zuständig.

## Bußgeldhöhe
In Fällen des Absatzes 1 kann die Behörde ein Bußgeld von bis zu 1.000 Euro und in Fällen des Absatzes 2 in Höhe von bis zu 500 Euro festsetzen. Die Höhe des Bußgeldes ist nach dem staatlichen Interesse an der Personalienfeststellung im Einzelfall zu bemessen.

## Verjährung
Die Verjährungsfrist beträgt laut § 31 Abs. 2 Nr. 4 OWiG sechs Monate.

## Normenkonkurrenz
Der § 111 OWiG ist gemäß der Subsidiaritätsklausel des § 19 OWiG nachrangig gegenüber spezielleren Vorschriften, auch solchen des Landesrechtes wie den einschlägigen Vorschriften der Polizeigesetze, oder auch dem Steuerrecht. Jedoch ist auch die Weigerung oder Falschangabe im Rahmen eines Bußgeldverfahrens wegen anderer Ordnungswidrigkeiten zu ahnden. Ebenfalls sind diese zu ahnden, wenn die Weigerung oder Falschangabe im Zuge einer Handlung erfolgt, welche auch andere Bußgeldtatbestände erfüllt. Die Führung eines einzelnen Bußgeldverfahrens wegen § 111 OWiG ist in solchen Fällen jedoch fehlerhaft. Die Ordnungswidrigkeiten sind in einem Bußgeldverfahren zu ahnden. Eine mehrfache Ahndung ein und desselben Lebenssachverhaltes widerspricht dem Grundsatz ne bis in idem. Der § 111 OWiG tritt gegenüber strafrechtlichen Vorschriften stets zurück.

## Verwaltungsbehörde
Die Zuständigkeiten für die Führung von Bußgeldverfahren wegen Verstößen gegen § 111 OWiG sind in den entsprechenden landesrechtlichen Vorschriften geregelt. Hiervon abweichend ahndet die Bundespolizei Verstöße in eigener Zuständigkeit.
Dazu ist beim Bundespolizeipräsidium die Zentrale Bußgeldstelle eingerichtet worden, die begangene Ordnungswidrigkeiten im räumlichen Zuständigkeitsbereich der Bundespolizei im gesamten Bundesgebiet verfolgt und ahndet.